# Cole Bassett
Cole Bassett (Littleton, 2001. július 28. –) amerikai válogatott labdarúgó, a Colorado Rapids középpályása.

## Pályafutása

### Klubcsapatokban
Bassett a coloradoi Littleton városában született. Az ifjúsági pályafutását a Colorado Rush csapatában kezdte, majd a Colorado Rapids akadémiájánál folytatta.
2018-ban mutatkozott be a Colorado Rapids észak-amerikai első osztályban szereplő felnőtt keretében. Először a 2018. szeptember 9-ei, Portland Timbers ellen 2–0-ra elvesztett mérkőzés 71. percében, Kortne Ford cseréjeként lépett pályára. Első gólját 2018. október 28-án, a Dallas ellen hazai pályán 2–1-re megnyert találkozón szerezte meg. 2022-ben a holland első osztályban érdekelt Feyenoord és Fortuna Sittard csapatát erősítette kölcsönben.

### A válogatottban
Bassett az U20-as korosztályú válogatottban is képviselte Amerikát.
2021-ben debütált a felnőtt válogatottban. Először 2021. december 19-én, Bosznia-Hercegovina ellen 1–0-ás győzelemmel zárult barátságos mérkőzés 78. percében, Jordan Morrist váltva lépett pályára 11 perccel később megszerezte első válogatott gólját is.

## Statisztikák
2023. március 26. szerint
| Klub                         | Szezon   | Osztály    | Bajnokság | Bajnokság | Kupa  | Kupa | Nemzetközi | Nemzetközi | Összesen | Összesen |
| Klub                         | Szezon   | Osztály    | Meccs     | Gól       | Meccs | Gól  | Meccs      | Gól        | Meccs    | Gól      |
| ---------------------------- | -------- | ---------- | --------- | --------- | ----- | ---- | ---------- | ---------- | -------- | -------- |
| Colorado Rapids              | 2018     | MLS        | 6         | 1         | 0     | 0    | —          | —          | 6        | 1        |
| Colorado Rapids              | 2019     | MLS        | 20        | 2         | 1     | 0    | —          | —          | 21       | 2        |
| Colorado Rapids              | 2020     | MLS        | 15        | 5         | 0     | 0    | —          | —          | 15       | 5        |
| Colorado Rapids              | 2021     | MLS        | 33        | 5         | 0     | 0    | —          | —          | 33       | 5        |
| Colorado Rapids              | 2023     | MLS        | 5         | 1         | 0     | 0    | —          | —          | 5        | 1        |
| Colorado Rapids              | Összesen | Összesen   | 79        | 14        | 1     | 0    | 0          | 0          | 80       | 14       |
| Feyenoord (kölcsönben)       | 2021–22  | Eredivisie | 7         | 0         | 0     | 0    | —          | —          | 7        | 0        |
| Feyenoord (kölcsönben)       | 2022–23  | Eredivisie | 1         | 0         | 0     | 0    | —          | —          | 1        | 0        |
| Feyenoord (kölcsönben)       | Összesen | Összesen   | 8         | 0         | 0     | 0    | 0          | 0          | 8        | 0        |
| Fortuna Sittard (kölcsönben) | 2022–23  | Eredivisie | 10        | 0         | 1     | 1    | —          | —          | 11       | 1        |
| Összesen                     | Összesen | Összesen   | 97        | 14        | 2     | 1    | 0          | 0          | 99       | 15       |

### A válogatottban
| Válogatott       | Év       | Pályára lépés | Gól |
| ---------------- | -------- | ------------- | --- |
| Egyesült Államok | 2021     | 1             | 1   |
| Összesen         | Összesen | 1             | 1   |

#### Góljai a válogatottban
| # | Időpont            | Helyszín                                                      | Ellenfél            | Gólok | Eredmény | Kiírás              |
| - | ------------------ | ------------------------------------------------------------- | ------------------- | ----- | -------- | ------------------- |
| 1 | 2021. december 19. | Dignity Health Sports Park, Carson, Amerikai Egyesült Államok | Bosznia-Hercegovina | 1–0   | 1–0      | Barátságos mérkőzés |

## Sikerei, díjai
Feyenoord
- UEFA Konferencia Liga
  - Ezüstérmes (1): 2021–22